# Анна Доротея Тербуш
Анна Доротея Тербуш (пол. Anna Dorota Lisiewska; 23 липня 1721 — 9 листопада 1782) — видатна художниця в стилі рококо, народилася в Королівстві Пруссія. Збереглося близько 200 її творів, вона написала щонайменше вісімдесят п'ять перевірених портретів.

## Життєпис
Анна Доротея Тербуш народилася в Берліні. Вона походила з заможної родини, донька Марії Elisabetha (уроджена Kahlow) і Георга Лішевського (1674—1751), берлінського портретиста польського походження, який прибув в Пруссії 1692 року як придворний архітектор. Георг навчив Анну, її сестру Анну Розіну Лішевську та їхнього брата Крістіана Фрідріха Рейнгольда малювати. Коли вона пройшла навчання, вона була лише підлітком. Анна Доротея та її старша сестра Анна Розіна були визнані Вундеркіндами живопису. У молодому віці вона намалювала копія Антуан Пена fetes galantes і, як Пен, навчилося наслідувати стиль Ватто, Ланкре і Петера — художника, який особливо захоплювалися Фредеріком II.
Тербуш працювала в усіх жанрах живопису. Вона також робила картини з історії та експериментувала з жанровими сценами в голландському стилі, подібними до сцен Герарда Доу.
До кінця свого життя вона отримала багато нагород від Берліна, Штутгарта та Мангайма. Врешті-решт вона отримала королівське заступництво після багатьох вступних листів від своїх покровителів у Парижі, Італії, Німеччині та Пруссії.

## Шлюб
Анна Доротея вийшла заміж за берлінського корчмара Ернста Фрідріха Тербуша (1711―1773) 1742 року і відмовилася від живопису приблизно до 1760 року, щоб допомогти своєму чоловікові в ресторані. Лише після того, як її подружні зобов'язання були виконані як «короткозора жінка середніх років», вона повернулася до своєї художньої кар'єри 1760 року. У віці сорока років у неї було троє дітей. Вона виїхала з Берліна, щоб малювати у Штутгарті до двору герцога Карла Євгена, герцога Вюртемберзького, а також для збільшення визнання її творів.

## Помітні твори
«Гойдалки» та «Гра в волан» (Neues Palais, Потсдам) — це пара розмов, які визначили її перший період роботи. Гра «Волан» була підписана і датована 1741 роком. Ці дві картини були створені за зразком творів Жана-Антуана Ватто та подібних до творів Ніколя Ланкре.

## Париж
Перше зафіксоване повернення Тербуш до живопису відбулося 1761 року. У Штутгартському дворі герцога Карла Ойгена. Вона виконала вісімнадцять картин за найкоротший час для галереї замку. 1762 року вона стала почесним членом Штутгартської Академії мистецтв</i>, заснованої герцогом  1761 року, і працювала в Штутгарті та Мангаймі. Вона отримала визнання за свої роботи. Її талант був визнаний Академією Болоньї. Її також вшанував суд Мангайма. Тербуш намалювала курфурста Карла Теодора і отримала замовлення від князя Гогенцоллерна-ГеГінґена.
1765 року вона поїхала до Парижа. Французька Королівська Академія живопису та скульптури вперше показала її роботи, гордо підтримуючи жінку-художницю. Дені Дідро, суперечливий і відвертий мистецтвознавець і філософ, був їй симпатичним, навіть до того, що позував для неї оголеним. Анна Доротея була обрана членом Академії Рояль 1767 року жила з Дідро і зустрічалася з відомими художниками і навіть намалювала Філіпа Гакерта але вона залишилася невдалою в Парижі. Однак цей час вважається її найбільш творчим.

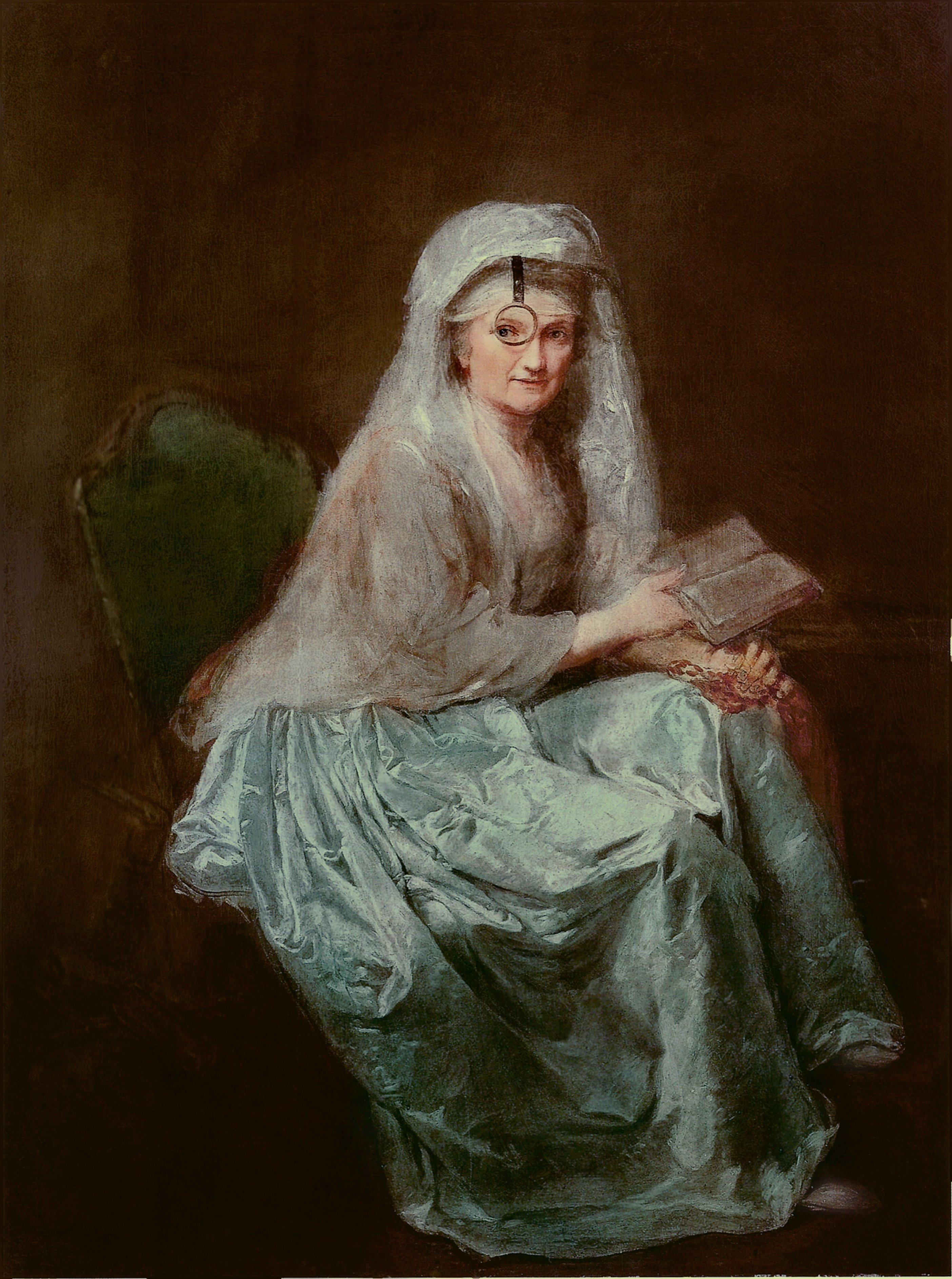
Автопортрет, 1777 рік

## Повернення до Пруссії
Париж був і є дорогим містом, і у Анни Доротеї були фінансові труднощі. З листопада 1768 року до початку 1769 року художниця з великою заборгованістю повернулася до Берліна через Брюссель та Нідерланди і стала основним художником у Пруссії, де її дуже поважали. Вона була художником-портретистом Фрідріха II Прусського (Фрідріх Великий), чий новозбудований палац Сансусі вона прикрасила мітологічними сценами. Вона також написала портрети восьми прусських королівських осіб для Катерини II . Хоча Анна Доротея ніколи не їздила в Росію, російські колекціонери також оцінили її роботу. Вона також познайомилася з групою художників, що оточувалиЙоганна Вольфганга фон Гете. Тербуш продовжувала писати до кінця свого життя. Вона часто малювала автопортрети, яких є всього дванадцять. Коли зір почав підводити її, вона часто додавала моноклі до своїх автопортретів. Її пізні картини були вільно класичними, з вбраннями та алюзіями до римських богинь.
Вона померла в Берліні 9 листопада 1782 у віці 61 року і була похована на кладовищі Доротенштадт, чия церква була зруйнована у Другій світовій війні. Її могила залишається цілою.
Її стосунки з Дідро надихнули Еріка-Емманюеля Шмітта написати  п'єсу «Der Freigeist» («Вільний дух»), також відому як Der Libertin («The Libertine»).